# ألونسو بيريث دي غوثمان إي سوتومايور
ألونسو بيريث دي غوثمان إي سوتومايور (بالإسبانية: Alonso Pérez de Guzmán y Sotomayor، ولد في 10 سبتمبر 1550، شلوقة، قادس، إسبانيا - توفي في 26 يوليو 1615، شلوقة، قادس، إسبانيا) دوق ميدنيا سيدونيا السابع ونبيل إسباني. اختاره الملك فيليب الثاني لقيادة الأرمادا الأسطول البحري الإسباني الضخم الذي أبحر شطر القناة الإنجليزية عام 1588 م، وهو اختيار يتعذر تعليله لأن ميدينا سيدونيا لم يكن له أي خبرة، ولم يركب البحر قط. فلا عجب إذاً أن ينهزم مثل هذا الأسطول البحري الذي كان طاقم ضباطه يضم أفضل القباطنة في التاريخ الإسباني.
كان بدوره مضطراً للقبول بالأوامر المفصَّلة المرسلة في رسائل طويلة كان يكتبها الملك فيليب الثاني من قصره خارج مدريد، وتُسلَّم بواسطة جياد سريعة وزوارق نقل البريد إلى سفينة القيادة التي على متنها سيدونيا، وعلى رغم من فشله في قيادة الأرمادا الإسبانية إلا أنه لم يصرف من الخدمة بسبب فشله الذريع، ولكن على النقيض أُسندت إليه قيادة جديدة، ففقد قادس عام 1596 م، وتوفي الدوق ميدينا عام 1615 م.